# Funsho Bamgboye
Funsho Bamgboye, né le 9 janvier 1999 à Ibadan, est un footballeur nigerian  qui évolue au poste d'attaquant au Rapid Bucarest.

## Biographie

### En club
Funsho Bamgboye arrive en Hongrie en 2016, après des performances remarquables en Coupe du monde des moins de 17 ans.

### En sélection
Bamgboye dispute la Coupe du monde des moins de 17 ans 2015 organisée au Chili avec l'équipe du Nigeria, tenante du titre. Le Nigeria remporte le tournoi en battant le Mali en finale (2-0).

## Palmarès
Équipe du Nigeria des moins de 17 ans
- Vainqueur de la Coupe du monde des moins de 17 ans en 2015.